# Cathédrale du Sacré-Cœur-de-Jésus de Kunming
La cathédrale du Sacré-Cœur-de-Jésus de Kunming (chinois simplifié : 耶稣圣心主教座堂 ; chinois traditionnel : 耶穌聖心主教座堂 ; pinyin : Yēsū shèng xīn zhǔjiào zuò táng) est un édifice religieux catholique de la ville de Kunming. Une fois complétée, elle sera le siège de l'archidiocèse de Kunming dont le siège est vacant.